# Otena

Armênia em 150. Otena situa-se dentre as províncias mais a Ocidente

Otena (em latim: Otena; em grego: Otene; em armênio: Ուտիք, Utik’) foi uma região histórica do Cáucaso correspondente à margem direita do rio Cura, no Azerbaijão, e pequena parte da província de Tavuxe, na Armênia. A geografia de Ananias de Siracena coloca-a como a décima segunda província do Reino da Armênia.
Em 387, sassânidas e romanos dividiram a Armênia de Ársaces III em duas: a porção romana ficou com Ársaces e a parte persa foi dada a Cosroes IV. Nessa repartição, Otena foi separada da Armênia e incorporada na Albânia. Durante as invasões árabes do século VII no Cáucaso, Otena e todo a Albânia foram fundidas com a Armênia numa província única.

## Distritos
A província era constituída por 8 gavares (cantões ou distritos):
- Arranrote (Առան-ռոտ, Aṙan-ṙot);
- Terri (Տռի, Tṙi);
- Roteparseã (Ռոտ-Պացեան, Ṙot-Parsean);
- Alue (Աղուէ, Ałuē);
- Tus-Custaque (Տուս-Կուստակ, Tus-K’ustak);
- Gardamana (Գարդման, Gardman);
- Sacasena (Շակաշեն, Šakašēn);
- Otena Própria (Ուտի Առանձնակ, Uti Aṙanjnak).